# Пімпрі
Пімпрі — передмістя міста Пуне, штат Махараштра. Складається з міст-близнюків Пімпрі й Чінчвад, які керуються «Pimpri-Chinchwad Municipal Corporation». Розташоване північніше Пуне, зв'язане з містом дорогою на Наві Мумбаї.
В місті проводиться чимало фестивалів та свят, зокрема дівалі, наваратрі, інші.